# Kimala
Kimala ist ein Verwaltungsbezirk (englisch Ward) des Distrikts Kilolo in der tansanischen Region Iringa.

## Geografie
Kimala ist ein Bezirk auf dem südlichen Hochland von Tansania etwa 60 Kilometer Luftlinie südöstlich der Regionshauptstadt Iringa. Der Bezirk grenzt im Norden an Ukwega, im Osten an den Udzungwa-Mountains-Nationalpark, im Südosten an Mosambik und im Westen an Masisiwe, Idete und Dabaga. Bei der Volkszählung 2022 lebten 7737 Menschen in 1749 Haushalten auf einer Fläche von 347 Quadratkilometern.

## Gliederung
Der Bezirk besteht aus fünf Gemeinden (swahili Mtaa) mit 19 Orten (Kitongoji):
| Kimala - Kimala - Ilanzi - Fihalawe - Mtendeule - Kitati - Lupilo | Idunda - Lugoli - Mavinga - Ukimbilizi - Msasi | Itonya - Kanisani - Itonya Kati - Tupendane | Mhanga - Mhanga Kati - Vikangowa - Ngogo - Mdinda | Uluti - Uluti A - Uluti B |

## Infrastruktur
- Bildung: Die Lughano Secondary School ist eine weiterführende Schule, die Mädchen und Burschen bis zur 4. Stufe ausbildet.[7]
- Gesundheit: In den Gemeinden Kimala und Itonya gibt es je eine staatliche Apotheke.[8][9]

## Reservat, Nationalpark
- Im Bezirk liegt ein 1000 Hektar großes Waldreservat.[10]
- Kimala grenzt an den Udzungwa-Mountains-Nationalpark, den seine hohe Primatendichte auszeichnet. Er beherbergt Udzungwa-Stummelaffen, Sanje Crested Mangaben, Blaue und Grüne Meerkatzen und Gelbe Paviane.[11]